# Polyrhanis vitiensis
Polyrhanis vitiensis is een keversoort uit de familie van de loopkevers (Carabidae). De wetenschappelijke naam van de soort werd voor het eerst geldig gepubliceerd in 1842 door Charles Émile Blanchard.